# Wikarianty
Wikarianty (łac. vikarius - zastępujący) - gatunki organizmów (zastępcze), które są ze sobą blisko spokrewnione, występujące na różnych obszarach geograficznych o podobnych wymaganiach środowiskowych. 
Przykłady:
- euroazjatycki renifer i amerykański karibu
- ryś kanadyjski i ryś amerykański
- żubr i bizon amerykański.
- jeleń szlachetny i wapiti